# Спортско срце (филм)
Спортско срце је предстојећи српски играни филм у режији Милана Караџића и по сценарију Ђорђа Милосављевића.

## Радња
Спортско срце је емотивна комедија са елементима драме, која се бави сукобом генерација, културних вредности и личним трансформацијама унутар породице. Маја, млада жена која се након живота у иностранству, враћа у Земун, суочава се са изазовом да упозна свог вереника Павла са оцем Мацуром, власником локалне гостионе.
Павле је пореклом из угледне београдске породице, одрастао у луксузу и образован у иностранству, док Мацура представља традиционалног српског домаћина, са једноставним погледом на свет и неупитном љубављу према ресторану...</ref>https://fcs.rs/wp-content/uploads/2025/01/Odluka-UO-Dugometrazni-igrani-ponovni-postupak.pdf/</ref>

## Улоге
| Глумац            | Улога |
| ----------------- | ----- |
| Милутин Караџић   |       |
| Нела Михаиловић   |       |
| Нина Нешковић     |       |
| Никола Шурбановић |       |
| Александар Ђурица |       |